# WASP-63
WASP-63, TOI-483 — одиночная звезда в созвездии Голубя на расстоянии около 932 световых лет (около 286 парсек) от Солнца. Видимая звёздная величина звезды — +11,16m. Возраст звезды определён как около 4,41 млрд лет.

## Характеристики
WASP-63 — жёлтая звезда спектрального класса G8IV, или G8. Масса — около 1,32 солнечной, радиус — около 1,88 солнечного, светимость — около 2,812 солнечной. Эффективная температура — около 5513 K.

## Планетная система
В 2011 году группой астрономов, работающих в рамках программы SuperWASP, было объявлено об открытии планеты WASP-63 b. Это газовый гигант с массой и радиусом, равными 0,38 и 1,43 юпитерианских соответственно. Планета обращается на расстоянии около 0,05 а.е. от родительской звезды, совершая оборот за четверо с лишним суток. Открытие планеты было совершено транзитным методом.